# Кайла (Румунія)
Кайла (рум. Caila) — село у повіті Бистриця-Несеуд в Румунії. Входить до складу комуни Шинтеряг.
Село розташоване на відстані 329 км на північний захід від Бухареста, 10 км на захід від Бистриці, 71 км на північний схід від Клуж-Напоки.

## Населення
За даними перепису населення 2002 року у селі проживали 355 осіб, з них 352 особи (99,2 %) румунів. Рідною мовою 354 особи (99,7 %) назвали румунську.